# Margarete von Sachsen (1444–1498)
Margarete von Sachsen (* 1444 in Meißen?; † nach dem 19. November 1498 in Seußlitz?) war eine Prinzessin von Sachsen und Äbtissin von Seußlitz.

## Leben
Margarete war eine Tochter des Kurfürsten Friedrich II. von Sachsen (1412–1464) aus dessen Ehe mit Margarete (1416/7–1486), Tochter des Herzogs Ernst von Österreich. Über ihre Mutter war sie eine Nichte des Kaisers Friedrich III., ihre Brüder Albrecht und Ernst sind die Begründer der albertinischen und ernestinischen Linie des sächsischen Hauses; ihre Schwester Anna war seit 1470 Kurfürstin von Brandenburg, ihre Schwester Amalia Herzogin von Bayern-Landshut und ihre Schwester Hedwig seit 1458 Äbtissin von Quedlinburg.
Wie ihre Schwester Hedwig wurde Margarete als jüngere Tochter des Kurfürsten mit kirchlichen Pfründen versorgt. Sie trat in das 1268 gegründete Klarissenkloster Seußlitz bei Meißen ein, als dessen Äbtissin sie 54-jährig starb.

## Vorfahren
| Ahnentafel Margarete von Sachsen | Ahnentafel Margarete von Sachsen                                                                     | Ahnentafel Margarete von Sachsen                                                                     | Ahnentafel Margarete von Sachsen                                                                     | Ahnentafel Margarete von Sachsen                                                                     | Ahnentafel Margarete von Sachsen                                                    | Ahnentafel Margarete von Sachsen                                                  | Ahnentafel Margarete von Sachsen                                                  | Ahnentafel Margarete von Sachsen                                                  |
| -------------------------------- | --- | --- | --- | --- | ----------------------------------------------------------------------------------- | --------------------------------------------------------------------------------- | --------------------------------------------------------------------------------- | --------------------------------------------------------------------------------- |
| Ururgroßeltern                   | Markgraf Friedrich II. (1310–1349) ⚭ 1328 Mathilde von Bayern (1313–1346)                            | Heinrich VIII. von Henneberg-Schleusingen Jutta von Brandenburg                                      | Herzog Magnus II. (1324–1373) Katharina von Anhalt-Bernburg                                          | Wartislaw VI. (1345–1394) ⚭ 1363 Anna von Mecklenburg-Stargard                                       | Herzog Albrecht II. von Österreich (1298–1358) ⚭ 1324 Johanna von Pfirt (1300–1351) | Bernabò Visconti (1323–1385) ⚭ 1350 Beatrice della Scala (–1384)                  | ?                                                                                 | Algirdas (1296–1377) ⚭ um 1350 Juliana Aleksandrovna Tverskaja (~1330–~1392)      |
| Urgroßeltern                     | Markgraf Friedrich III. (1332–1381) ⚭ 1346 Katharina von Henneberg (1334–1397)                       | Markgraf Friedrich III. (1332–1381) ⚭ 1346 Katharina von Henneberg (1334–1397)                       | Herzog Heinrich I. zu Braunschweig-Lüneburg (1355–1416) Sophie von Pommern (1370–1406)               | Herzog Heinrich I. zu Braunschweig-Lüneburg (1355–1416) Sophie von Pommern (1370–1406)               | Herzog Leopold III. (1351–1386) ⚭ 1365 Viridis Visconti von Mailand (1350–1414)     | Herzog Leopold III. (1351–1386) ⚭ 1365 Viridis Visconti von Mailand (1350–1414)   | Ziemowit IV. Alexandra von Litauen                                                | Ziemowit IV. Alexandra von Litauen                                                |
| Großeltern                       | Kurfürst Friedrich I. von Sachsen (1370–1428) ⚭ 1402 Katharina von Braunschweig-Lüneburg (1395–1442) | Kurfürst Friedrich I. von Sachsen (1370–1428) ⚭ 1402 Katharina von Braunschweig-Lüneburg (1395–1442) | Kurfürst Friedrich I. von Sachsen (1370–1428) ⚭ 1402 Katharina von Braunschweig-Lüneburg (1395–1442) | Kurfürst Friedrich I. von Sachsen (1370–1428) ⚭ 1402 Katharina von Braunschweig-Lüneburg (1395–1442) | Herzog Ernst der Eiserne (1377–1424) ⚭ 1412 Cimburgis von Masowien (1394/97–1429)   | Herzog Ernst der Eiserne (1377–1424) ⚭ 1412 Cimburgis von Masowien (1394/97–1429) | Herzog Ernst der Eiserne (1377–1424) ⚭ 1412 Cimburgis von Masowien (1394/97–1429) | Herzog Ernst der Eiserne (1377–1424) ⚭ 1412 Cimburgis von Masowien (1394/97–1429) |
| Eltern                           | Kurfürst Friedrich II. (1412–1464) ⚭ 1431 Margaretha von Österreich (1416–1486)                      | Kurfürst Friedrich II. (1412–1464) ⚭ 1431 Margaretha von Österreich (1416–1486)                      | Kurfürst Friedrich II. (1412–1464) ⚭ 1431 Margaretha von Österreich (1416–1486)                      | Kurfürst Friedrich II. (1412–1464) ⚭ 1431 Margaretha von Österreich (1416–1486)                      | Kurfürst Friedrich II. (1412–1464) ⚭ 1431 Margaretha von Österreich (1416–1486)     | Kurfürst Friedrich II. (1412–1464) ⚭ 1431 Margaretha von Österreich (1416–1486)   | Kurfürst Friedrich II. (1412–1464) ⚭ 1431 Margaretha von Österreich (1416–1486)   | Kurfürst Friedrich II. (1412–1464) ⚭ 1431 Margaretha von Österreich (1416–1486)   |
| Margarete von Sachsen            | | | | |                                                                                     |                                                                                   |                                                                                   |                                                                                   |